# 1999年の日本
1999年の日本（1999ねんのにほん）では、1999年（平成11年）の日本の出来事・流行・世相などについてまとめる。

## 他の紀年法
日本では、西暦の他にも以下の紀年法を使用している。なお、以下の紀年法は西暦と月日が一致している。
- 元号
  - 平成11年
- 神武天皇即位紀元
  - 皇紀2659年
- 干支
  - 己卯（つちのと う）

## カレンダー
| 1月 |    |    |    |    |    |    |
| 日  | 月 | 火 | 水 | 木 | 金 | 土 |
|     |    |    |    |    | 1  | 2  |
| 3   | 4  | 5  | 6  | 7  | 8  | 9  |
| 10  | 11 | 12 | 13 | 14 | 15 | 16 |
| 17  | 18 | 19 | 20 | 21 | 22 | 23 |
| 24  | 25 | 26 | 27 | 28 | 29 | 30 |
| 31  |    |    |    |    |    |    |
|     |    |    |    |    |    |    |

| 2月 |    |    |    |    |    |    |
| 日  | 月 | 火 | 水 | 木 | 金 | 土 |
|     | 1  | 2  | 3  | 4  | 5  | 6  |
| 7   | 8  | 9  | 10 | 11 | 12 | 13 |
| 14  | 15 | 16 | 17 | 18 | 19 | 20 |
| 21  | 22 | 23 | 24 | 25 | 26 | 27 |
| 28  |    |    |    |    |    |    |
|     |    |    |    |    |    |    |

| 3月 |    |    |    |    |    |    |
| 日  | 月 | 火 | 水 | 木 | 金 | 土 |
|     | 1  | 2  | 3  | 4  | 5  | 6  |
| 7   | 8  | 9  | 10 | 11 | 12 | 13 |
| 14  | 15 | 16 | 17 | 18 | 19 | 20 |
| 21  | 22 | 23 | 24 | 25 | 26 | 27 |
| 28  | 29 | 30 | 31 |    |    |    |
|     |    |    |    |    |    |    |

| 4月 |    |    |    |    |    |    |
| 日  | 月 | 火 | 水 | 木 | 金 | 土 |
|     |    |    |    | 1  | 2  | 3  |
| 4   | 5  | 6  | 7  | 8  | 9  | 10 |
| 11  | 12 | 13 | 14 | 15 | 16 | 17 |
| 18  | 19 | 20 | 21 | 22 | 23 | 24 |
| 25  | 26 | 27 | 28 | 29 | 30 |    |
|     |    |    |    |    |    |    |

| 5月 |    |    |    |    |    |    |
| 日  | 月 | 火 | 水 | 木 | 金 | 土 |
|     |    |    |    |    |    | 1  |
| 2   | 3  | 4  | 5  | 6  | 7  | 8  |
| 9   | 10 | 11 | 12 | 13 | 14 | 15 |
| 16  | 17 | 18 | 19 | 20 | 21 | 22 |
| 23  | 24 | 25 | 26 | 27 | 28 | 29 |
| 30  | 31 |    |    |    |    |    |
|     |    |    |    |    |    |    |

| 6月 |    |    |    |    |    |    |
| 日  | 月 | 火 | 水 | 木 | 金 | 土 |
|     |    | 1  | 2  | 3  | 4  | 5  |
| 6   | 7  | 8  | 9  | 10 | 11 | 12 |
| 13  | 14 | 15 | 16 | 17 | 18 | 19 |
| 20  | 21 | 22 | 23 | 24 | 25 | 26 |
| 27  | 28 | 29 | 30 |    |    |    |
|     |    |    |    |    |    |    |

| 7月 |    |    |    |    |    |    |
| 日  | 月 | 火 | 水 | 木 | 金 | 土 |
|     |    |    |    | 1  | 2  | 3  |
| 4   | 5  | 6  | 7  | 8  | 9  | 10 |
| 11  | 12 | 13 | 14 | 15 | 16 | 17 |
| 18  | 19 | 20 | 21 | 22 | 23 | 24 |
| 25  | 26 | 27 | 28 | 29 | 30 | 31 |
|     |    |    |    |    |    |    |

| 8月 |    |    |    |    |    |    |
| 日  | 月 | 火 | 水 | 木 | 金 | 土 |
| 1   | 2  | 3  | 4  | 5  | 6  | 7  |
| 8   | 9  | 10 | 11 | 12 | 13 | 14 |
| 15  | 16 | 17 | 18 | 19 | 20 | 21 |
| 22  | 23 | 24 | 25 | 26 | 27 | 28 |
| 29  | 30 | 31 |    |    |    |    |
|     |    |    |    |    |    |    |

| 9月 |    |    |    |    |    |    |
| 日  | 月 | 火 | 水 | 木 | 金 | 土 |
|     |    |    | 1  | 2  | 3  | 4  |
| 5   | 6  | 7  | 8  | 9  | 10 | 11 |
| 12  | 13 | 14 | 15 | 16 | 17 | 18 |
| 19  | 20 | 21 | 22 | 23 | 24 | 25 |
| 26  | 27 | 28 | 29 | 30 |    |    |
|     |    |    |    |    |    |    |

| 10月 |    |    |    |    |    |    |
| 日   | 月 | 火 | 水 | 木 | 金 | 土 |
|      |    |    |    |    | 1  | 2  |
| 3    | 4  | 5  | 6  | 7  | 8  | 9  |
| 10   | 11 | 12 | 13 | 14 | 15 | 16 |
| 17   | 18 | 19 | 20 | 21 | 22 | 23 |
| 24   | 25 | 26 | 27 | 28 | 29 | 30 |
| 31   |    |    |    |    |    |    |
|      |    |    |    |    |    |    |

| 11月 |    |    |    |    |    |    |
| 日   | 月 | 火 | 水 | 木 | 金 | 土 |
|      | 1  | 2  | 3  | 4  | 5  | 6  |
| 7    | 8  | 9  | 10 | 11 | 12 | 13 |
| 14   | 15 | 16 | 17 | 18 | 19 | 20 |
| 21   | 22 | 23 | 24 | 25 | 26 | 27 |
| 28   | 29 | 30 |    |    |    |    |
|      |    |    |    |    |    |    |

| 12月 |    |    |    |    |    |    |
| 日   | 月 | 火 | 水 | 木 | 金 | 土 |
|      |    |    | 1  | 2  | 3  | 4  |
| 5    | 6  | 7  | 8  | 9  | 10 | 11 |
| 12   | 13 | 14 | 15 | 16 | 17 | 18 |
| 19   | 20 | 21 | 22 | 23 | 24 | 25 |
| 26   | 27 | 28 | 29 | 30 | 31 |    |
|      |    |    |    |    |    |    |

## 在職者
- 天皇: 明仁
- 内閣総理大臣: 小渕恵三（自由民主党）
- 内閣官房長官: 野中広務（自由民主党）、10月5日より青木幹雄（自由民主党）
- 最高裁判所長官: 山口繁
- 衆議院議長: 伊藤宗一郎（自由民主党）
- 参議院議長: 斎藤十朗（自由民主党）
- 国会: 第145回 (常会, 1月19日-8月13日)、第146回 (臨時会, 10月29日-12月15日)

## 世相
- コギャル文化が変質し、ヤマンバと呼ばれるファッションが出現。
- iモードのサービス開始などもあり、携帯電話・PHSの加入台数が5000万台を突破。携帯電話番号も11桁化された。
- 警察の不祥事が多く報道される（警察不祥事）。
- 非正規雇用が増加し始めた。
- 教育現場での君が代斉唱や日章旗掲揚に関する問題がきっかけで、国旗国歌法が成立した。

### 1999年の流行語
「ブッチホン」（小渕恵三）、「リベンジ」（松坂大輔）、「雑草魂」（上原浩治）が新語・流行語大賞の年間大賞を受賞した（その他の受賞語は後節「#流行語」も参照）。

### 1999年の漢字
「末」・・・世紀末。東海村JCO臨界事故や警察不祥事など「世も末」な出来事の多発。また、翌年への「末広がり」という願いも込められている。

### 周年
- 1月8日 - 平成改元10周年。
- 1月10日 - NHK教育開局40周年。
- 1月17日 - 大阪国際空港開港60周年。
- 1月18日 - 東大安田講堂事件から40年。
- 1月26日 - モンチッチ誕生25周年。
- 1月28日 - 栃木女性教師刺殺事件から1年。
- 2月1日 - テレビ朝日開局40周年。
- 2月18日 - 北九州元漁協組合長射殺事件から1年。
- 2月20日 - 坂出送電塔倒壊事件から1年。
- 3月1日 - フジテレビ開局40周年。
- 4月1日 - NHK大阪放送局教育テレビジョン開局40周年。
- 4月5日 - 明石海峡大橋開通から1年。
- 4月6日 - ひょっこりひょうたん島放送35周年。
- 4月12日 - テレビ東京開局35周年。
- 4月21日 - 任天堂「ゲームボーイ」発売開始10周年。
- 4月26日 - 中華航空140便墜落事故から5年。
- 5月15日 - 東京都江東区豊洲のセブンイレブン日本1号店の開店25周年。
- 5月26日 - 東名高速道路全線開通から30周年。
- 5月29日 - LUNA SEA結成10周年。
- 6月2日 - ユニクロ1号店開店15周年。
- 6月16日 - 新潟地震から35年。
- 6月27日 - 松本サリン事件から5年。
- 6月28日 - 碧南市パチンコ店長夫婦殺害事件から1年。
- 7月15日 - ニッポン放送開局45周年。
- 7月20日 - 湖西線開業25周年。
- 7月25日 - 和歌山毒物カレー事件から1年。
- 8月1日 - 箱根 彫刻の森美術館開館30周年。
- 8月4日 - TBSの「水戸黄門」が放送30周年。
- 9月4日 - 関西国際空港開港5周年。
- 9月17日 - 東京モノレール開業35周年。
- 9月27日 - 横浜ベイブリッジ開通10周年。
- 10月1日 - 東海道新幹線開業35周年。
- 10月3日 - 日本テレビのバラエティ『ダウンタウンのガキの使いやあらへんで!!』放送開始10周年。
- 10月5日 - フジテレビのアニメ『サザエさん』放送開始30周年。
- 10月9日 - 幕張メッセ開場10周年。
- 10月10日 - 東京オリンピック開催35周年。
- 10月25日 - コアラが来日して15周年。
- 11月1日 - ハローキティ誕生25周年。
- 11月4日 - 坂本弁護士一家殺害事件発生から10年。
- 11月24日 - 伊勢市女性記者行方不明事件から1年。
- 11月26日 - 日中共同宣言発表から1年。
- 11月27日 - ドリームキャスト発売1周年。
- 12月3日 - SCE「PlayStation（PS）発売から5周年。
- 12月6日 - Osaka Metro堺筋線（開業当時は大阪市営地下鉄）開業30周年。

## できごと

### 1月
- 1月1日

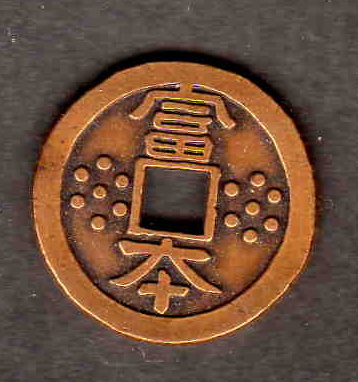
富本銭（写真は複製品）の発見（1月19日）

  - 郵政省は午前2時を期して大阪府大阪市など市外局番が「06」の地域（大阪市・豊中市・吹田市・守口市各市内全域、摂津市・門真市・東大阪市・八尾市の各一部、兵庫県尼崎市全域）の市内局番を4桁化、携帯電話・PHSの電話番号11桁化。
  - 国立霞ヶ丘競技場陸上競技場で開催された第78回天皇杯全日本サッカー選手権大会決勝で、横浜フリューゲルスが清水エスパルスに2-1で勝利し優勝。横浜フリューゲルスは横浜マリノスに合併されることが決定しており、この試合が横浜フリューゲルス最後の試合となった。
- 1月8日 - 全国高校サッカー選手権大会決勝。東福岡が帝京に勝利し優勝。2連覇達成。
- 1月11日 - 井原鉄道井原線が開業。
- 1月13日 - アニメ版『ポケットモンスター』の成人向け同人誌を頒布していた福岡市在住の女性が著作権法違反の疑いで逮捕される。
- 1月14日 - 自自連立により、小渕1次改造内閣が発足[1]。
- 1月15日 - 成人の日。翌2000年からハッピーマンデー制度導入に伴い成人の日は1月第2月曜日となったため、成人の日は最も早くて1月8日、遅くて1月14日となり、1月15日が成人の日になることはなくなった。そのため1月15日が成人の日となるのは本年が最後となった。
- 1月19日 - 奈良県明日香村の飛鳥池工房遺跡から富本銭が発掘され、奈良国立文化財研究所はこれが日本最古の通貨の可能性が高いことを発表する[2]。富本銭は従来から日本最古の通貨と認識されてきた和同開珎よりも古いが、広く通貨として使われていたことを示す証拠が見つかっていない。
- 1月25日 - ED治療薬「バイアグラ」が厚生省により認可される[2]。
- 1月29日 - 地域振興券の発行が日本全国で始まる[1]。

### 2月
- 2月1日 - 中央公論社の経営権を読売新聞社に委譲、同社の全額出資子会社として中央公論新社を設立。
- 2月22日 - iモードサービスがスタート。
- 2月25日 - 札幌市営地下鉄東西線琴似駅 - 宮の沢駅が延長に伴い全線開業。
- 2月28日
  - 臓器の移植に関する法律に基づく初めての脳死臓器移植が実施される[2]。
  - 広島県立世羅高等学校の校長が、君が代斉唱や日章旗掲揚に反対する教職員と文部省の通達との板挟みに遭い、卒業式前日に自殺した。この出来事は国旗国歌法が本年8月に成立するきっかけとなった。

### 3月
- 3月3日 - 日本銀行、ゼロ金利政策実施[1]。
- 3月12日 - 奥羽本線天童駅 - 新庄駅間が山形新幹線延伸工事に伴いこの日から運休。
- 3月13日 - JRダイヤ改正。
  - 東海道・山陽新幹線で新系列の700系が運行開始。
  - 山陽新幹線に厚狭駅が設置される（従来の山陽本線・美祢線の厚狭駅に併設）。
  - 奥羽本線山形駅 - 新庄駅間がミニ新幹線化（山形新幹線の延伸）のため運休。
  - 磐越西線でSL列車「SLばんえつ物語」の運行を開始。
  - 徳島線の急行「よしの川」が格上げされ特急「剣山」となったことにより、四国島内の急行列車が消滅。
- 3月14日 - 元官僚の木下敏之が佐賀市長選挙に無所属で出馬し、全国の県庁所在地の市長の中では最年少の39歳で初当選を果たす。
- 3月17日 - 歌手・安室奈美恵の実母が義弟に殺害され、義弟も自殺。
- 3月23日 - 日本海で不審船発見、威嚇射撃をするも北朝鮮の清津港に逃走[1]。
- 3月24日 - 千葉都市モノレール1号線千葉駅 - 県庁前駅間延伸開業。
- 3月25日 - 阪神甲子園球場にて第71回選抜高等学校野球大会が開幕。
- 3月27日 - 『3年B組金八先生』（第2シリーズ）の松浦悟役で知られた俳優の沖田浩之が自殺。
- 3月28日 - 日本テレビの『スーパージョッキー』が放送終了、16年の歴史に幕。
- 3月31日
  - 医薬品販売規制緩和を実施。医薬品の一部（栄養ドリンク、消化薬など15品目）が医薬部外品となり[3]、コンビニエンスストアやスーパーマーケットなどでの販売が可能となる。
  - NTTドコモグループと日本移動通信がNTT大容量方式（ハイキャップ）によるアナログ携帯電話・自動車電話サービスを終了。
  - 名鉄美濃町線新関駅 - 美濃駅間がこの日限りで廃止。
  - 山口市交通局（山口市営バス）がこの日限りで運行終了。路線・車両は山口市内でバスを運行する防長交通に譲渡。

### 4月
- 4月1日
  - 日本、米（コメ）が関税化（市場開放）。
  - 東京工科大学が日本国内初となるメディア学部（メディア学科）を開設した。同学部同学科360名の定員に9100名もの受験生が挑む狭き門となった。
  - 日本石油と三菱石油が合併し、日石三菱が発足。
  - 栃木県の独立UHF局・とちぎテレビ（TTV。現GYT）開局。アナログテレビ放送局として最後の新規開局となる。
  - 阪神銀行が1995年に経営破綻した兵庫銀行の受け皿銀行で経営難に陥っていたみどり銀行を救済合併し、みなと銀行となる。
  - 名鉄美濃町線新関駅 - 関駅間延伸開業（新関駅 - 美濃駅間の廃止に伴い代替として長良川鉄道に接続）。
- 4月2日 - 宝塚歌劇団によって『ノバ・ボサ・ノバ』（第85期生の初舞台公演）が上演される。この作品は雪組と月組で上演された。
- 4月4日
  - 第71回選抜高等学校野球大会の決勝戦が阪神甲子園球場で行われ、沖縄尚学が水戸商を7-2で破り初優勝。沖縄県勢の甲子園優勝は春夏通じて初。
  - 新潟交通電車線がこの日限りで廃止。
- 4月7日 - 西武の大物ルーキー・松坂大輔投手が日本ハム戦でプロ初登板を果たし、8回2失点の好投でプロ初勝利。
- 4月11日
  - 石原慎太郎が都知事選挙で東京都知事に当選[1]。2012年まで務めた。
  - 国民銀行が経営破綻。
- 4月14日 - 山口県光市のアパートで23歳の主婦と生後11か月の乳児が殺害されているのが発見される。
- 4月24日 - 神奈川県横浜市の横浜動物の森公園によこはま動物園ズーラシアが開園。

### 5月
- 5月 - 1997年7月からのアジア通貨危機の影響で、日本国内のガソリンの店頭レギュラー価格（全国平均）が1リットル=90円の過去最安値を記録。
- 5月1日 - 広島県尾道市から愛媛県今治市を結ぶ瀬戸内しまなみ海道が開通[1]。
- 5月4日 - 東邦生命保険が経営破綻、自力再建を断念。生命保険会社の破綻は1997年の日産生命保険に次いで戦後2例目。
- 5月14日 - ナンバープレート（自動車登録番号標）の分類番号3桁化と希望番号制が全国展開、レンタカーと駐留軍車の希望番号制実施、8ナンバーの中型・小型の区別をなくす、大分ナンバーの書体が変更される。
- 5月19日 - スター・ウォーズ エピソード1/ファントム・メナスがアメリカなどで公開。（日本公開は7月10日）
- 5月22日 - 幸福銀行が経営破綻。
- 5月24日 - 周辺事態法・防衛指針法（日米新ガイドライン法）成立[1]。
- 5月26日 - 大相撲夏場所で優勝した大関・武蔵丸が第67代横綱に昇進した。
- 5月30日
  - LUNA SEAが結成10周年を記念して東京国際展示場オープンエアステージにて10万人ライブを決行。
  - 西村博之が2ちゃんねる（現・5ちゃんねる）を開設。
  - 埼玉県本庄市で元塗装工の38歳の男性が薬物中毒で一時重体となる。のちに回復し、この男性が告発したことにより保険金殺人事件が発覚。

### 6月
- 6月1日
  - ソニーが子犬型ペットロボット「AIBO」の発売を開始。
  - 住民基本台帳法が改正。
- 6月5日 - 埼玉県幸手市大字神扇のダイセーロジスティクスの倉庫で神扇スプレー倉庫爆発火災が発生。
- 6月12日 - 東京相和銀行が経営破綻。
- 6月23日 - 男女共同参画社会基本法が成立。
- 6月26日 - 早稲田大学に合格し入学しながら入学式を欠席し登校もしていなかった女性アイドルの広末涼子が、この日初めて登校[4]。
- 6月28日 - 山陽新幹線福岡トンネルのコンクリート壁が剥落。

### 7月
- 7月1日 - NTTがNTT東日本とNTT西日本、NTTコミュニケーションズに分割される。
- 7月8日
  - 第1回ジャパンダートダービーで早田秀治騎乗のオリオンザサンクスが優勝。
  - 中央省庁等改革関連法、地方分権一括法が成立[1]。
- 7月10日 - 東京都杉並区で盆踊り大会に来ていた男児が転倒し男児が食べていた綿菓子の割り箸が喉に刺さり、杏林大学病院に収容されたが翌日に死亡。その後、医療過誤の有無を巡り裁判となった。
- 7月15日 - 福岡市の百貨店「福岡玉屋」がこの日限りで閉店。
- 7月16日
  - ダイオキシン類対策特別措置法が制定され、排出されるダイオキシン類削減の取組みが進む。
  - 上野駅 - 札幌駅間を結ぶ豪華寝台客車「E26系」を使用した寝台特急「カシオペア」が運行開始。
- 7月23日 - 羽田発新千歳行きの全日空61便が羽田空港を離陸直後、28歳の男性がハイジャックし、機長を刺殺し飛行機を操縦[2]。その後、副操縦士が操縦し羽田に緊急着陸。
- 7月29日 - 改正国会法が成立[1]。
- 7月31日 - ロックバンド・GLAYが「MAKUHARI MESSE 10TH ANNIVERSARY GLAY EXPO'99 SURVIVAL」を開催。幕張メッセに20万人を動員、国内史上最大、有料ライブの観客動員数としては世界記録。

### 8月

国旗国歌法により定められた日本の国旗（日章旗）

- 8月6日 - 前年に福徳銀行となにわ銀行が特定合併して発足したなみはや銀行が経営破綻。
- 8月7日 - 阪神甲子園球場で第81回全国高等学校野球選手権大会が開幕。
- 8月12日
  - 組織犯罪対策三法（通信傍受（盗聴）法、組織的な犯罪の処罰及び犯罪収益の規制等に関する法律、刑事訴訟法改正案）成立[1]。
  - 改正住民基本台帳法が成立[1]。
- 8月13日 - 8月9日に成立した[1]国旗及び国歌に関する法律（国旗国歌法）が施行される。日本の国旗が法律で正式に制定され、従来慣行的に用いられた意匠から若干変更された新意匠のものとなる。また慣行的に国歌として用いられてきた「君が代」も正式に国歌として制定された。
- 8月14日 - 神奈川県山北町の玄倉川が増水。中州に取り残されたキャンプ客のうち、流された13人が死亡する[5]。
- 8月20日 - 第一勧業銀行と富士銀行、日本興業銀行の3行が持株会社を設立（現在のみずほフィナンシャルグループ）、2002年春を目途に事業統合することを発表（現在のみずほ銀行）[1]。
- 8月21日 - 第81回全国高等学校野球選手権大会の決勝戦が阪神甲子園球場において行われ、群馬県の桐生第一が岡山県の岡山理大附に14-1で勝利し、初優勝。
- 8月26日 - シンガーソングライターの槇原敬之が警察の家宅捜索を受け、覚せい剤取締法違反で逮捕される。これにより翌月から開催予定であった槇原のコンサートツアーが中止。
- 8月29日 - 横浜市営地下鉄1号線戸塚駅 - 湘南台駅間延伸開業。
- 8月30日
  - 日本ジャグリング協会（JJA）設立。
  - トヨタ自動車が「ファンカーゴ」を発売（同時に「プラッツ」を発売）。
  - 17時15分頃、東京都渋谷区の渋谷駅前で郷ひろみがゲリラライブを開催。新曲「GOLDFINGER'99」を歌唱し約4分程度で終了したが、多くの観衆が集まり混乱したほか、道路使用許可を取らずに開催したことも発覚し、関係者が書類送検された[6]。

### 9月

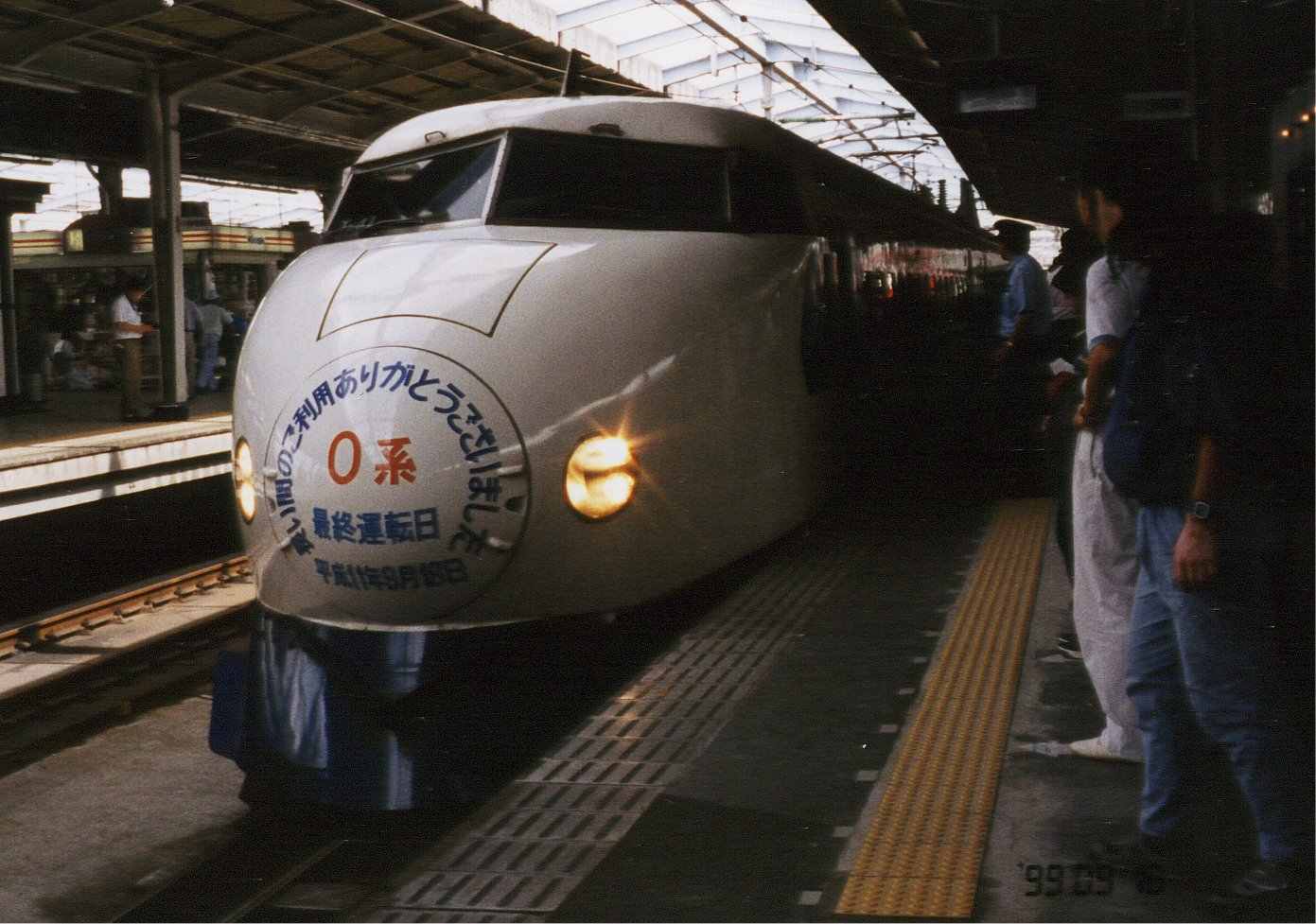
東海道新幹線での定期運転最終日の0系「こだま」（9月18日）

- 9月 - 神奈川県警察の不祥事が相次いで発覚、全国の警察に波及。
- 9月8日 - 池袋通り魔殺人事件。男が通行人を次々に襲い2人死亡、6人が重軽傷。
- 9月16日 - 日本テレビの人気クイズ番組、『マジカル頭脳パワー!!』が放送終了。
- 9月18日 - 新幹線0系電車の東海道新幹線での運用がこの日の「こだま473号」を最後に終了（山陽新幹線での運用は2008年まで継続）。
- 9月25日
  - プロ野球・福岡ダイエーホークスが南海時代の1973年以来26年ぶりのパ・リーグ優勝。王貞治監督はセ・パ両リーグの優勝監督に。
  - 民主党代表に鳩山由紀夫が選出される[1]。
- 9月29日 - JR下関駅に男が乗用車で突っ込み、駅構内の乗客を切りつけ5人死亡、10人が重軽傷。
- 9月30日
  - 茨城県東海村の核燃料施設JCOで日本初の臨界事故。2人死亡[5]。
  - 中日が1988年以来11年ぶりとなるセ・リーグ優勝を決める。
  - 「東京田辺製薬株式会社」が98年間の長い歴史に幕を下ろした。

### 10月
- 10月 - 大永紙通商が日亜と合併し、社名を国際紙パルプ商事と改める。
- 10月1日
  - 三菱化学と東京田辺製薬が合併、三菱化学の医薬事業を分社化して「三菱東京製薬株式会社」が発足。
  - 新潟中央銀行が経営破綻。結果この年だけで第二地方銀行が5行経営破綻している。
- 10月3日 - 蒲原鉄道がこの日限りで廃止。
- 10月5日 - 自自公連立政権により、小渕2次改造内閣が発足。
- 10月14日 - 住友銀行とさくら銀行が合併することを発表[7]。旧財閥の枠を超えた金融再編（2001年4月1日に合併、現在の三井住友銀行に）。
- 10月15日 - 全日空がスターアライアンスに加盟。
- 10月20日 - フジテレビ、人気アニメ『ONE PIECE』が放送開始。
- 10月26日 - 桶川ストーカー殺人事件発生。
- 10月28日 - 日本シリーズで、ダイエーが中日を4勝1敗で下し前身の南海時代以来35年ぶり3度目の日本一。また、福岡市を本拠とする球団として1958年の西鉄以来41年ぶりの日本一となった。
- 10月30日 - 上信越自動車道が全線開通。

### 11月
- 11月1日 - 児童買春、児童ポルノに係る行為等の規制及び処罰並びに児童の保護等に関する法律施行。
- 11月3日 - ジャニーズ事務所のアイドルグループ・嵐がデビュー。
- 11月10日 - 国会で初の党首討論行われる。
- 11月11日
  - 江崎グリコがこの日を「プリッツ」&「ポッキー」の日と定める。
  - 新紋別空港が開港し旧紋別空港を廃止。
  - 千葉県成田市のホテルでミイラ化した遺体が発見される。
- 11月15日
  - 栃木県のナンバープレートの地名表示が変更される。栃木陸運支局直轄区域が栃木ナンバーから宇都宮ナンバーになり、佐野自動車検査登録事務所が業務を開始し、新たにとちぎナンバーが登場する。
- 11月22日 - 東京都文京区で2歳の女児が行方不明になり、3日後に遺体で発見。近所の主婦が殺害したと自首。
- 11月24日
  - 外国産カブトムシ、クワガタムシ44種の輸入が解禁される。
  - 東京都新宿区西新宿の飲食街「思い出横丁」で火災発生、28店舗が全焼。
- 11月27日 - JリーグのJ1最終節で、浦和レッズがJ2降格が確定した後にVゴールでサンフレッチェ広島に勝利。「世界で一番悲しいVゴール」と呼ばれる。
- 11月28日 - 東名高速飲酒運転事故発生。
- 11月29日 - 国立市主婦殺害事件（1992年10月に発生）の上告審判決公判で、最高裁第二小法廷（福田博裁判長）は強盗殺人・強盗強姦などの罪に問われた被告人に無期懲役を言い渡した控訴審判決を支持し、死刑を求めていた検察官の上告を棄却する判決を宣告。ただし、判決理由で「最高裁が1983年に示した死刑適用に照らし、基準殺害された被害者が1人でも、死刑がやむを得ない場合もある」と判示した。

### 12月
- 12月1日
  - パイオニアがDVDへの録画・再生を可能にしたDVDレコーダーを発売。
  - 警視庁と静岡県警が法の華三法行を詐欺容疑で捜索[5]。
- 12月4日 - 山形新幹線、山形駅から新庄駅へ延伸。
- 12月10日 - 福山市独居老婦人殺害事件（1992年3月に発生）の上告審判決公判で、最高裁第二小法廷（河合伸一裁判長）は死刑を求めていた検察官の上告を認め、強盗殺人などの罪に問われた被告人に無期懲役を言い渡した控訴審判決を破棄して審理を広島高裁に差し戻す判決を宣告。同事件は2007年に死刑が確定。
- 12月13日 - 横山ノック大阪府知事が府知事選挙で選挙運動をしていた女子大生に対してわいせつな行為を起こしたとされる訴訟で、大阪地裁は横山に1100万円の支払いを命じる[5]。12月21日に横山は辞表提出、大阪地検は横山を強制わいせつ容疑で起訴。
- 12月21日 - 京都市立日野小学校の校庭に男が乱入し、遊んでいた児童を切りつけ、この児童が死亡。犯人は「てるくはのる」という犯行声明を残し、1ヵ月後に自殺。
- 12月24日 - 東京駅の丸の内界隈でイルミネーションイベント「東京ミレナリオ」初開催（翌年1月1日年明けまで、2005年度の第7回まで毎年同時期に開催）。
- 12月26日 - 鳥取県で飲酒運転死亡事故が発生。後の裁判での軽すぎる量刑に被害者遺族が法律の改正を求め、署名活動を行った結果、危険運転致死傷罪成立へとつながる[8]。
- 12月31日 - 2000年問題の対応で追われる中の年越しとなった。

## 社会

### 教育
- ボランティア活動・企業実習などの単位認定（高校）

### 交通

#### 鉄道
- 2月 - 京王6000系電車の抵抗制御車両が引退。京王電鉄の車両がすべて回生ブレーキを装備した車両となった。
- 4月 - SLばんえつ物語号デビュー。
- 7月16日 - カシオペアデビュー。

## 天候、天災、観測等

### 天候
- 一年を通して気温が高めに経過した。
  - 冬季（前年12月 - 2月）は北日本で平年並みであった他は顕著な暖冬で推移した。また西日本で降雪量が多かった。
  - 春季（3月 - 5月）は前年ほどではないものの顕著な暖春となり、特に3月は東日本以西で顕著な高温となった。
  - 夏季（6月 - 8月）は北日本と東日本で猛暑。西日本と南西諸島は台風や熱帯低気圧の影響で天候不順が続き、平年並みの気温であった。
  - 秋季（9月 - 11月）は顕著な大暖秋で特に9月、10月は記録的に残暑が厳しく、10月、11月も平年を著しく上回る暖かさが続いた。
- 2月上旬 - 一級寒波の襲来で北海道-九州地方の日本海側に大雪。特に福岡では記録的大雪。
- 6月29日 - 梅雨前線の影響で西日本を中心に大雨。福岡市や広島県では浸水や土砂災害が発生。6.29豪雨災害参照。
- 8月14日 - 熱帯低気圧の影響により関東地方で大雨（玄倉川水難事故）。
- 9月24日 - 台風18号が熊本県に上陸。全国的に高潮や暴風で被害が発生。

## 文化と芸術

### 流行
- ノストラダムスの予言と世紀末ブーム - 「1999年7月に世界が滅亡する」という、1973年の『ノストラダムスの大予言』（作：五島勉）刊行以来日本で続いてきた世紀末予言ブームの期限であったが、現実にはなにも起こらなかった（ただし、現実に関連する出来事があったと主張する者もいる）。予言の解釈家の中には1999年以降の活動がはっきりしない者もいるが、五島勉、池田邦吉などはこれ以降も著作を発表している。「ノストラダムス現象」の項目も参照のこと。
- スケルトン（トランスルーセント）デザインが流行。iMac が火付け役。
- 動物占いブーム - おのおのの性格を動物に当てはめた占い。キャラクター商品などを広く展開した。

#### 流行語
- 新語・流行語大賞
  - 大賞 - ブッチホン（当時首相・小渕恵三）、リベンジ（西武ライオンズ投手・松坂大輔）、雑草魂（読売ジャイアンツ投手・上原浩治）
  - トップテン - 学校 (級) 崩壊、カリスマ、ミッチー・サッチー（浅香光代と野村沙知代の2人を指す）、西暦2000年問題、『だんご3兄弟』（NHK教育テレビ『おかあさんといっしょ』のコミックソングで、大ブームとなった）、癒し、iモード

#### ファッション
- ユニクロブーム
- カリスマ美容師・カリスマ店員
- 厚底サンダル・ガングロ・ヤマンバ
- ボディーワイヤー
- アクセサリー感覚の付け毛（ヘアーエクステンション）が人気を集めはじめる
- 欧州の民族衣装風のフォークロア・ファッションが流行

### 建築

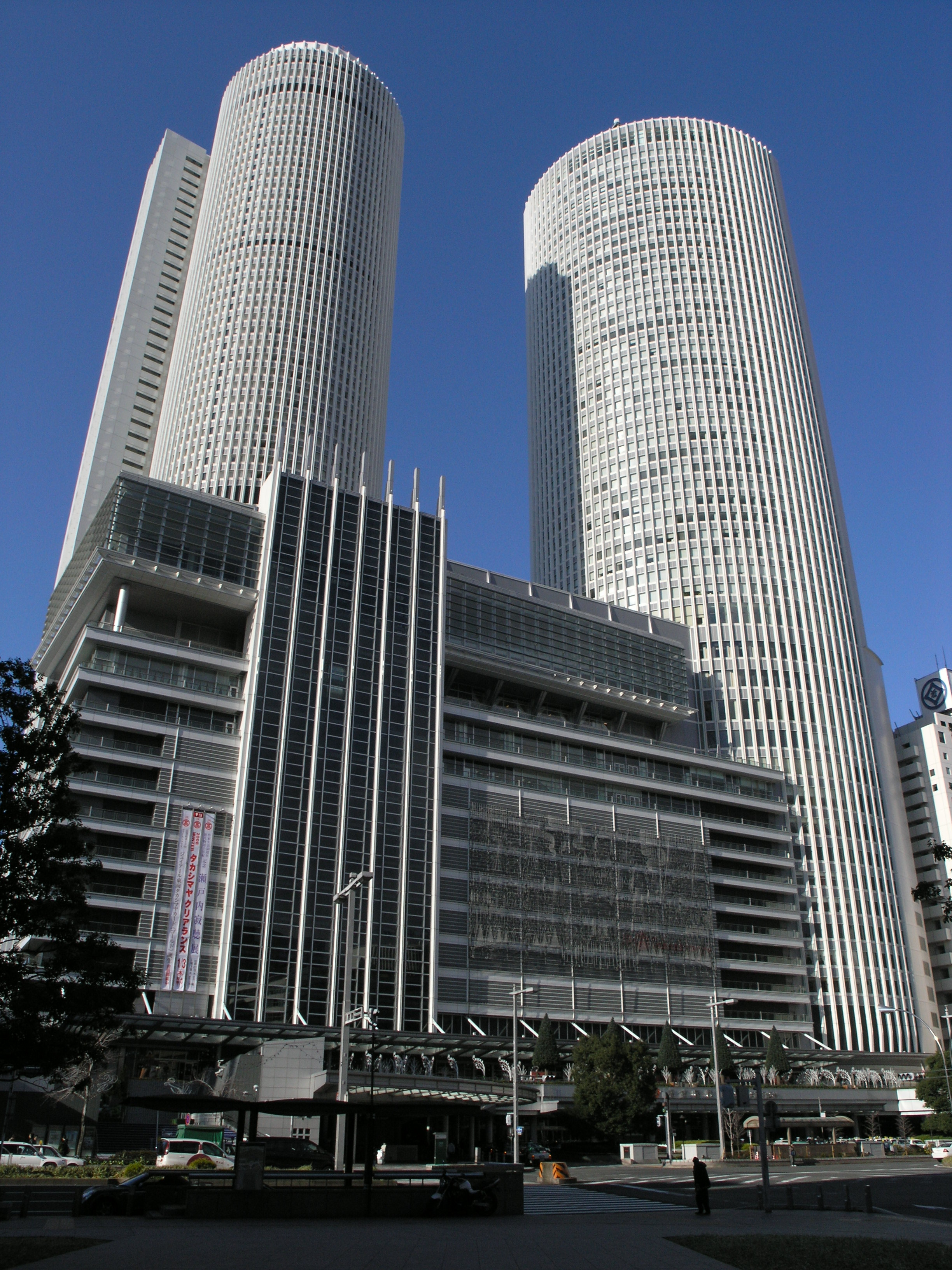
JRセントラルタワーズ

竣工
- 1月 - 門司港レトロハイマート
- 12月20日 - JRセントラルタワーズ

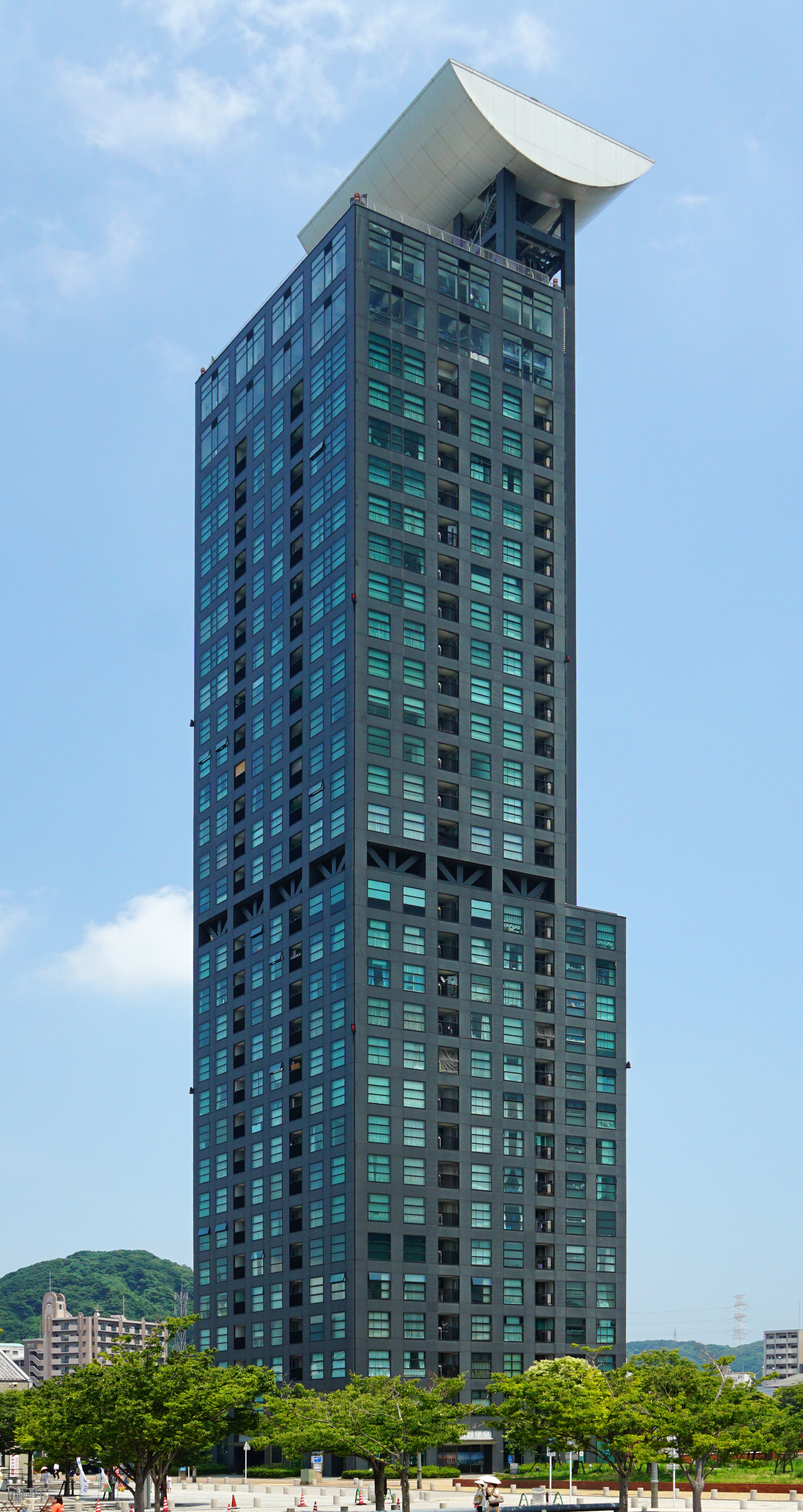
門司港レトロハイマート

解体

### 出版

#### 文学
- 芥川賞
  - 第121回（1999年上半期） - 該当作品なし
  - 第122回（1999年下半期） - 玄月 『蔭の棲みか』、藤野千夜 『夏の約束』
- 直木賞
  - 第121回（1999年上半期） - 佐藤賢一『王妃の離婚』、桐野夏生『柔らかな頬』
  - 第122回（1999年下半期） - なかにし礼『長崎ぶらぶら節』

### 音楽
- 前年、1998年に絶頂期を迎えたCDバブルが崩壊し、日本の音楽CDの生産金額が大幅に減少する。CDだけでなくレコードやカセットなども含めた総合計で5700億円を割ることとなる。前年と比較して音楽ソフトの生産金額が減少するのは、1984年以来15年ぶり[9]。
- ヴィジュアル系バンド人気、小室系人気が終焉に向かう。
- ポニーキャニオンが年内での演歌部門からの撤退を発表するなど、演歌歌手のリストラが相次いだ。この影響から、演歌歌手の多くはリストラを機に演歌を主力とするレコード会社に移籍した。
- aiko、『花火』（8月4日）、『カブトムシ』（11月17日）でブレイク。
- 椎名林檎、1990年代に流行した音楽ジャンル「渋谷系」をもじった「新宿系」を標榜し、人気に。3rdシングル『ここでキスして。』（1月20日）がスマッシュヒットし、この曲及び1stシングル『幸福論』、2ndシングル『歌舞伎町の女王』を収録した1stアルバム『無罪モラトリアム』（2月24日）はロングヒットを続け、最終的にはミリオンセールスを達成。『本能』（10月27日）もミリオンセラーとなる。
- MISIA、『BELIEVE』（4月21日）、『忘れない日々』（11月25日）ヒット。
- 安室奈美恵が約1年の産休から音楽活動を再開した一方で、浜崎あゆみ、鈴木あみ、宇多田ヒカルの三人を「三大歌姫」と言うことがあった（その後、鈴木あみが芸能界活動を休止したため現在では使われていない）。
- TMNがTM NETWORKとして再起動。
- 1月13日 - 『光の射す方へ』（Mr.Children）
- 1月20日 - 『朝がまた来る』（DREAMS COME TRUE）
- 1月21日 - 『春〜spring〜』（Hysteric Blue）
- 1月29日 -  黒夢がライブで無期限活動停止を発表
- 2月3日 - 『Winter,again』（GLAY）
- 2月24日 - 『Eyes On Me』（王菲、『ファイナルファンタジーVIII』主題歌）
- 2月25日 - 『1st P』（POLYSICS）
- 3月3日 -  『だんご3兄弟』（速水けんたろう・茂森あゆみ）。299万枚の記録的大ヒット（CDシングル売り上げ第一位（当時））。
- 3月3日 - Dragon Ash『Let yourself go, Let myself go』。初のオリコントップ10入り。『Grateful Days』（5月1日）、『I LOVE HIP HOP』（5月1日）がノンタイアップでヒット。
- 3月3日 - 『SO YOUNG』（THE YELLOW MONKEY）
- 3月10日 - 宇多田ヒカル、初アルバム『First Love』。700万枚を超す記録的セールスになりその後、900万枚を超える（CDアルバム売り上げ歴代第一位）。
- 3月18日 -  T.M.Revolutionが東京ドームライブ終了後、一端その活動を封印し“the end of genesis T.M.R.evolution turbo type D”として活動。
- 3月20日 -  19が『あの紙ヒコーキ くもり空わって』でブレイク（10月21日にリリースした『すべてへ』が自身初の1位を獲得）。
- 3月20日 - 『throbbing disco cat』（石野卓球）
- 3月31日 -  Every Little Thingベストアルバム『Every Best Single +3』。200万枚を超えるメガヒットに。
- 4月1日 -  爆風スランプが活動休止
- 4月21日 - 『光について』（GRAPEVINE）
- 4月21日 - 『さよならストレンジャー』（くるり）。同アルバムに『東京』、『虹』収録。
- 4月21日 - 『ズックにロック』（ゆらゆら帝国）
- 4月23日 - 『Butter-Fly』（和田光司）。テレビアニメ『デジモンアドベンチャー』オープニングテーマ。
- 5月19日 - 『GOING TO THE MOON』（TRICERATOPS）。大塚製薬「ポカリスエット」CMソング。
- 5月26日 -  坂本龍一、インストゥルメント曲 「energy flow」を含むシングル『ウラBTTB』。ヴォーカルなしの曲オリコンチャート1位を獲得するのは史上初。また、「癒し系音楽（ヒーリング・ミュージック）ブーム」の火付け役とされる。
- 5月26日 -  ナンバーガール、『透明少女』でメジャーデビュー。
- 5月26日 - 『フラワー』（KinKi Kids）
- 5月26日 - 『Bye-Bye』（ブラックビスケッツ）
- 5月28日 - ZARDが2枚のベストアルバム『ZARD BEST The Single Collection 〜軌跡〜』『ZARD BEST 〜Request Memorial〜』をリリース。前者は300万枚を超えるメガヒットに。
- 6月 - ゴダイゴが「期間限定」再結成発表。同年、紅白に出場。
- 6月23日 - TMR-e『陽炎-KAGEROH-』
- 6月30日 - 『MAKING THE ROAD』（Hi-STANDARD）。日本国外を含めて100万枚以上の売上を記録。
- 7月1日 -  L'Arc〜en〜Cielが2枚のオリジナルアルバム『ark』『ray』を同時発売。両方とも200万枚以上を売り上げる。
- 7月1日 - 『FLASHBACK DISCO』（電気グルーヴ）
- 7月2日 - 『MIND YOUR STEP!』（SNAIL RAMP）。ANB系「ぷらちなロンドンブーツ」エンディングテーマ。
- 7月14日 - 浜崎あゆみが『Boys & Girls』でブレイク。そのファッションも話題になり、歌姫・ファッションリーダーになる。
- 7月14日 - 鈴木あみがTMNの『BE TOGETHER』をカヴァー
- 7月23日 - 『GOLDFINGER '99』（郷ひろみ）
- 7月23日 - ポケットビスケッツの第6シングル『Days/My Diamond』がリリース。オリコン第4位。『My Diamond』は本来昨年の4月22日に発売する予定だったが、日本テレビ系のバラエティ番組『ウッチャンナンチャンのウリナリ!!』内でポケビがライバルユニットであるブラックビスケッツとのガソリンすごろく対決に敗れて発売中止と同時にマスターテープも処分された。しかし、ポケビのファンがCD発売を望む声が多く、同じく『ウリナリ!!』内でポケビがウリナリ審査委員会とのトライアスロン対決で勝利し、見事に発売される事になった。
- 7月28日 - 『PULSE』（THE MAD CAPSULE MARKETS）
- 7月31日 -  GLAYが幕張メッセで動員数20万人のGLAY EXPO 99を開催
- 8月4日 - 『Sunny Day Sunday』（センチメンタル・バス）。大塚製薬「ポカリスエット」CMソング。
- 8月8日 -  かぐや姫が再結成。同年、紅白に初出場。
- 8月11日 - 浜崎あゆみ『A』
- 8月18日 - SPEEDのhiroが 『AS TIME GOES BY』で、   ソロメジャーデビュー
- 8月30-31日 - アニメソングの帝王、水木一郎が24時間1000曲ライブを挙行（河口湖ステラシアター）
- 9月8日 -  ポルノグラフィティが『アポロ』でデビュー
- 9月8日 - 『Garden』（sugar soul feat. Kenji）
- 8月26日 -  槇原敬之が覚醒剤取締法違反で逮捕され、活動休止を余儀なくされる。翌2000年に活動再開。
- 9月9日 -  モーニング娘。が『LOVEマシーン』でブレイク。その後、作詞・作曲を手がけたシャ乱Qのつんくがソロデビューを果たす。
- 9月15日 - 『STILLING,STILL DREAMING』（THA BLUE HERB）。同アルバムに『ONCE UPON A LAIF IN SAPPORO』収録。
- 9月22日 - TMR-e『月虹-GEKKOH-』
- 10月14日 - 『ゆずえん』（ゆず）。発売当時の最新シングル5作に加え、『あいのり』主題歌となった『始まりの場所』も収録。
- 10月21日 - 『プラチナ』（坂本真綾）。日本放送協会(NHK)アニメ『カードキャプターさくら』オープニングテーマ。
- 10月22日 - 『A・D・S・R・M!』（POLYSICS）
- 11月3日 -  嵐が『A・RA・SHI』でデビュー
- 11月17日 - 『HEAVEN/Squall』（福山雅治）。
- 11月17日 - TMR-e『雪幻-winter dust-』
- 11月25日 - プッチモニが『ちょこっとLOVE』でデビュー
- 12月1日 - 『Nothing's Gonna Change』（電気グルーヴ）
- 12月8日 -  倉木麻衣が『Love, Day After Tomorrow』でデビュー
- 12月8日 -  SUPER BELL"Zが『MOTER MAN (秋葉原〜南浦和)』でデビュー
- 12月22日 - PIERROTがマルチメディア世界生中継ライブ「GENOME CONTROL」を行う。ラスト2曲は新宿ステーションスクエアでのゲリラライブ。
- 12月23日 - GLAYとLUNA SEA、東京ドームで対バン。
- 12月31日 -  聖飢魔II、解散

### 演劇
歌舞伎
宝塚歌劇団

### 映画
- 1月15日 - のど自慢（監督：井筒和幸）
- 3月6日 - ガメラ3 邪神覚醒（監督：金子修介）
- 3月27日 - 大阪物語（監督：市川準）
- 5月1日 - 39 刑法第三十九条（監督：森田芳光）
- 6月5日 - 鉄道員（ぽっぽや）（監督：降旗康男）
- 6月5日 - 菊次郎の夏（監督：北野武）
- 7月10日 - 学校の怪談4（監督：平山秀幸）
- 9月18日 - 金融腐蝕列島〔呪縛〕（監督：原田眞人）
- 10月23日 - 月光の囁き（監督：塩田明彦）
- 12月4日 - ナビィの恋（監督：中江裕司）
- 12月11日 - ゴジラ2000 ミレニアム（監督：大河原孝夫）
- 12月18日 - 御法度（監督：大島渚）

### テレビ
- 深夜枠に限り放映されていた消費者金融のCMが全日に解禁された。

#### ドラマ
NHK大河ドラマ
- 元禄繚乱（1月 - 12月）

NHK朝の連続テレビ小説
- やんちゃくれ（1998年10月 - 1999年4月）
- すずらん（4月 - 10月）
- あすか（10月 - 2000年4月）

1月 - 3月期
- 救命病棟24時
- 鬼の棲家
- 天国に一番近い男
- ケイゾク
- サラリーマン金太郎
- リング〜最終章〜
- お水の花道
- 夜逃げ屋本舗
- Over Time-オーバー・タイム
- 天使のお仕事
- 可愛いだけじゃダメかしら?
- 君といた未来のために 〜I'll be back〜
- 渡る世間は鬼ばかり（1998年10月 - 1999年9月）

4月 - 6月期
- 魔女の条件
- L×I×V×E
- リップスティック
- 古畑任三郎
- アフリカの夜
- 週末婚
- 蘇える金狼
- 恋の奇跡
- ナオミ
- ロマンス
- 傷だらけの女
- あぶない放課後
- ハッピー 愛と感動の物語
- グッドニュース

7月 - 9月期
- 彼女たちの時代
- to Heart 〜恋して死にたい〜
- P.S. 元気です、俊平
- 天国のKiss
- 救急ハート治療室
- らせん
- 新・俺たちの旅 Ver.1999
- パーフェクトラブ!
- 甘い生活。
- 独身生活
- 恋愛結婚の法則
- 笑ゥせぇるすまん
- 女医
- 小市民ケーン
- ザ・ドクター
- 大好き!五つ子 1

10月 - 12月期
- 3年B組金八先生（ - 2000年3月）
- 氷の世界
- 美しい人
- TEAM
- OUT〜妻たちの犯罪〜
- 危険な関係
- 隣人は秘かに笑う
- サイコメトラーEIJI2
- はみだし刑事情熱系
- 科捜研の女
- ベストフレンド
- チープ・ラブ
- ピーチな関係
- 砂の上の恋人たち
- 青い鳥症候群
- ヤマダ一家の辛抱

#### 特撮
- 1月 - 2000年1月『燃えろ!!ロボコン』（テレビ朝日系）
- 2月 - 2000年2月『救急戦隊ゴーゴーファイブ』（テレビ朝日系）

#### バラエティなど諸分野
- 1月12日-9月14日 -『快進撃TVうたえモン』（フジテレビ系）。水木一郎の24時間1000曲ライブで話題に。番組では同ライブの最終日ラストの模様を生中継。
- 3月27日 - NHK総合『爆笑オンエアバトル』が放送開始、そこからドランクドラゴン、アンジャッシュ、アンタッチャブル、ダンディ坂野などがブレイク。
- 4月 - フジテレビが平日のワイドショー枠を改編。朝8時枠に『とくダネ!』（司会：小倉智昭。現在も放送中）、午後2時枠に『2時のホント』（司会：ピーコ）が放送開始。
- 4月5日 - 『天才てれびくん』が『天才てれびくんワイド』としてリニューアル（NHK教育）。司会者は昨年度に引き続き山崎邦正（現:月亭方正）とリサ・ステッグマイヤー。てれび戦士の新メンバーの内、中田あすみと大沢あかねが加入する（中田は2001年度まで4年間、大沢は本年度のみ）。
- 7月17-18日 - 99'FNS1億2700万人の27時間テレビ夢列島 てれずに楽しく、てれずに愛して
- 9月15日 -『スーパークイズスペシャル』放送終了（日本テレビ系）。
- 9月16日 -『マジカル頭脳パワー!!』放送終了（日本テレビ系）。
- 10月11日 - 関西ローカルの情報番組『ちちんぷいぷい』（毎日放送）が放送開始。
- 11月 - フジテレビ『愛する二人別れる二人』が、やらせ事件で打ち切りとなる。

#### お笑い
コンテスト番組の優勝者

- 上方漫才大賞
  - おかけんた・ゆうた（吉本興業）
- NHK上方漫才コンテスト
  - スクラッチ（松竹芸能）
- ABCお笑い新人グランプリ　最優秀新人賞
  -  Over Drive（松竹芸能）
- 爆笑オンエアバトル チャンピオン大会（NHK、1999年度前期・初代）
  - DonDokoDon（吉本興業）

#### ドキュメンタリー
- 『世紀を越えて』（NHKスペシャル・1999年1月〜2000年12月まで全45回）

#### コマーシャル
| キャッチフレーズなど                    | 商品名など          | メーカー     | 出演者                             | 音楽             |
| --------------------------------------- | ------------------- | ------------ | ---------------------------------- | ---------------- |
| -                                       | cdmaOne             | IDO          | 織田裕二                           | -                |
| たっぷり飲むか?                         | タカラCANチューハイ | 宝酒造       | 藤原紀香                           | -                |
| バーゲンフェア♪（ペッパー警部の替え歌） | JALバーゲンフェア   | 日本航空     | 藤原紀香・相沢紗世                 | 都倉俊一         |
| ビタミン・ミネラル・ポポンS!            | ポポンS             | 塩野義製薬   | 小林聡美                           | -                |
| 飲茶楼でめちゃうまかろう                | 飲茶楼              | JT           | 雛形あきこ・鈴木紗理奈             | -                |
| シャッターを 押ーす!                    | 写ルンです          | 富士フイルム | 田中麗奈・ザ・ドリフターズ・荒井注 | たかしまあきひこ |
| 一本いっとく?                           | アスパラドリンク    | 田辺製薬     | 我修院達也・ハニホー・ヘニハー     | -                |
| メールのチカラで恋をする。              | CyberGigaなど       | TU-KA        | 観月ありさ                         | -                |

### アニメ
アニメーション映画
- 3月6日 - 『ドラえもん のび太の宇宙漂流記』（監督：芝山努）
- 4月17日 - 『名探偵コナン 世紀末の魔術師』（監督：こだま兼嗣）
- 7月17日 - 『ホーホケキョ となりの山田くん』（監督：高畑勲）
- 7月17日 - 『劇場版ポケットモンスター 幻のポケモン ルギア爆誕』（監督：湯山邦彦）

テレビアニメ
- 1月4日 - 『小さな巨人 ミクロマン』、『宇宙海賊ミトの大冒険』、『爆球連発!!スーパービーダマン』（『おはスタ』内で放映）放映開始
- 1月6日 - 『火魅子伝』放映開始
- 2月3日 - 『ビーストウォーズネオ 超生命体トランスフォーマー』放映開始
- 2月5日 - 『超発明BOYカニパン』放映開始
- 2月7日 - 『Bビーダマン爆外伝V』、『おジャ魔女どれみ』放映開始
- 2月13日 - 『神風怪盗ジャンヌ』放映開始
- 3月7日 - 『デジモンアドベンチャー』放映開始
- 4月1日 - 『To Heart』、『ベターマン』放映開始
- 4月2日 - 『ゴクドーくん漫遊記』放映開始
- 4月3日 - 『神八剣伝』、『パワーストーン (ゲーム)』放映開始
- 4月3日 - 『モンスターファーム〜円盤石の秘密〜』、『ムーぽん』放映開始
- 4月4日 - 『それゆけ!宇宙戦艦ヤマモト・ヨーコ』放映開始
- 4月5日 - 『十兵衛ちゃん-ラブリー眼帯の秘密-』放映開始
- 4月6日 - 『エデンズボゥイ』放映開始
- 4月7日 - 『天使になるもんっ!』、『A.D.POLICE』放映開始
- 4月9日 - 『コレクター・ユイ』、『∀ガンダム』放映開始
- 4月20日 - 『KAIKANフレーズ』放映開始
- 5月3日 - 『魔装機神サイバスター』放映開始
- 6月30日 - 『GTO (漫画)』放映開始
- 7月1日 - 『キョロちゃん』、『下級生』放映開始
- 7月2日 - 『メダロット』放映開始
- 7月3日 - 『仙界伝 封神演義』放映開始
- 7月5日 - 『バーバパパ世界をまわる』放映開始
- 7月7日 - 『魔法使いTai!』放映開始
- 7月12日 - 『宇宙海賊ミトの大冒険2人の女王様』放映開始
- 9月4日 - 『ゾイド -ZOIDS-』放映開始
- 10月1日 - 『ドンキーコング』放映開始
- 10月2日 - 『魔術士オーフェンRevenge』、『サイボーグクロちゃん』放映開始
- 10月3日 - 『ぐるぐるタウンはなまるくん』、『ごぞんじ!月光仮面くん』放映開始
- 10月5日 - 『ジバクくん』、『地球防衛企業ダイ・ガード』放映開始
- 10月5日 - 『鋼鉄天使くるみ』放映開始
- 10月6日 - 『無限のリヴァイアス』、『ビーストウォーズメタルス 超生命体トランスフォーマー』、『セラフィムコール』放映開始
- 10月7日 - 『Blue Gender』、『エクセル・サーガ』放映開始
- 10月8日 - 『トラブルチョコレート』放映開始
- 10月13日 - 『THE ビッグオー』放映開始
- 10月16日 - 『HUNTER×HUNTER』、『未来少年コナンII タイガアドベンチャー』放映開始
- 10月20日 - 『ONE PIECE』放映開始
- 10月26日 - 『レレレの天才バカボン』放映開始
- 11月1日 - 『ビックリマン2000』放映開始
- 11月30日 - 『Di Gi Charat (ワンダフル版)』放映開始
- 12月31日 - 『モンキーマジック』放映開始

OVA

### ゲーム

#### コンピューターゲーム
アーケードゲーム
テレビゲーム
- 1月21日 - 任天堂がN64用ソフト『ニンテンドウオールスター!大乱闘スマッシュブラザーズ』を発売（売上本数：日本国内約197万本）。
- 2月11日 - スクウェアがPS用ソフト『ファイナルファンタジーVIII』を発売（売上本数：全世界合計約800万本、日本国内では約370万本）。
- 6月24日 - SNKがPS用ソフト『餓狼伝説 WILD AMBITION』を発売。
- 12月11日 - SCEがPS用ソフト『グランツーリスモ2』を発売（売上本数：日本国内約171万本/全世界合計約937万本）。

携帯型ゲーム
- 11月21日 - 任天堂がGB・GBC用ソフト『ポケットモンスター 金・銀』を発売（2バージョン合計売上本数：日本国内約730万本/全世界合計約2310万本）。

## スポーツ

### 総合競技大会
- 第54回国民体育大会（くまもと未来国体）

### 各競技

#### 野球
- プロ野球（1999年の日本シリーズ）
  - セ・リーグ優勝 - 中日ドラゴンズ
  - パ・リーグ優勝 - 福岡ダイエーホークス
  - 日本シリーズ優勝 - 福岡ダイエーホークス（4勝1敗）

同年の新人王はセ・リーグが上原浩治（読売ジャイアンツ）、パ・リーグが松坂大輔（西武ライオンズ）
- 高校野球
  - 春優勝 - 沖縄尚学（沖縄県）
  - 夏優勝 - 桐生第一（群馬県）

#### サッカー
Jリーグ
- J1 1stステージ優勝 - ジュビロ磐田
- J1 2ndステージ優勝 - 清水エスパルス
- J1チャンピオンシップ年間総合優勝 - ジュビロ磐田
- ナビスコカップ優勝 - 柏レイソル
- J2 年間優勝 - 川崎フロンターレ

天皇杯全日本サッカー選手権大会
- 優勝 - 名古屋グランパスエイト

#### 相撲
- 大相撲
  - 幕内最高優勝
    - 初場所 千代大海龍二
    - 春場所 武蔵丸光洋
    - 夏場所 武蔵丸光洋
    - 名古屋場所 出島武春
    - 秋場所 武蔵丸光洋
    - 九州場所 武蔵丸光洋

#### プロレス
- プロレス大賞MVP　武藤敬司（新日本プロレス）
- G1クライマックス優勝　中西学（初優勝）
- 世界最強タッグ決定リーグ戦優勝　小橋健太&秋山準組「バーニング」

#### モータースポーツ
- 全日本選手権フォーミュラ・ニッポン　トム・コロネル
- 全日本F3選手権 ダレン・マニング
- 全日本GT選手権　エリック・コマス

## 誕生

### 1月
- 1月5日 - 龍田美咲、元女子プロ野球選手
- 1月6日 - 梅澤美波、乃木坂46
- 1月7日 - 加藤ゆりな、タレント、元Nゼロ、元ナト☆カン、元アキシブproject
- 1月7日 - 堀米雄斗、スケートボード選手
- 1月8日 - 青空ひかり、AV女優
- 1月8日 - 古賀まつな、AV女優
- 1月8日 - 滝澤史、女優
- 1月10日 - 菊池和澄、女優
- 1月11日 - 梅原真子、元NMB48
- 1月11日 - 松岡日菜、元子役
- 1月12日 - 田村真佑、乃木坂46
- 1月13日 - 梅野雄吾、プロ野球選手
- 1月13日 - 畑岡奈紗[10]、プロゴルファー
- 1月14日 - 和田康士朗、プロ野球選手
- 1月15日 - 大江竜聖、プロ野球選手
- 1月15日 - 加藤美南、元NGT48
- 1月15日 - 長井良太、元プロ野球選手
- 1月17日 - 橋爪愛、モデル
- 1月17日 - 外薗葉月、元HKT48
- 1月19日 - 河野梨花、女優
- 1月19日 - 田﨑さくら、タレント
- 1月19日 - 乃木蛍、AV女優
- 1月20日 - 大道温貴、プロ野球選手
- 1月21日 - 神尾楓珠、俳優
- 1月22日 - 朝日ななみ、女優
- 1月22日 - 武田杏香、タレント、元女優、元歌手、元ダンサー (元E-girls)
- 1月23日 - あむぎり、YouTuber、(コムドット）
- 1月23日 - 石崎日梨[11]、女優、モデル、タレント
- 1月23日 - 永瀬廉、King & Prince
- 1月23日 - 橋岡優輝、陸上競技選手
- 1月24日 - 市川理矩、俳優
- 1月25日 - 藤原優紀、NHKアナウンサー
- 1月26日 - 浜屋将太[12]、プロ野球選手
- 1月27日 - 石本さくら、女流将棋棋士
- 1月27日 - 花山瑞貴、女優、モデル
- 1月28日 - 安部裕葵、サッカー選手
- 1月28日 - 近藤玲奈[13]、声優
- 1月29日 - 久代梨奈、元NMB48
- 1月30日 - あおい、MeseMoa.
- 1月30日 - 宮乃風陽
- 1月31日 - 廣田あいか、YouTuber、タレント、元私立恵比寿中学

### 2月
- 2月2日 - 植田碧麗、元NMB48
- 2月2日 - 坂本遥奈、TEAM SHACHI
- 2月3日 - 橋本環奈[14]、女優
- 2月3日 - 弓木奈於、乃木坂46
- 2月4日 - 植村梓、タレント、元NMB48
- 2月6日 - 姫ゆりあ、プロレスラー、グラビアアイドル
- 2月7日 - オコエ桃仁花、バスケットボール選手
- 2月7日 - 松元環季、元子役
- 2月7日 - 渚みつき、AV女優
- 2月7日 - 片岡未優、グラビアアイドル
- 2月8日 - 十味、モデル、タレント
- 2月9日 - 小田彩加、元HKT48
- 2月9日 - 斎藤希実子、NHKアナウンサー
- 2月9日 - 山田菜々美、YouTuber、元AKB48
- 2月10日 - 伊藤翔、プロ野球選手
- 2月10日 - 大野柊奈、元仮面女子スチームガールズ
- 2月10日 - 谷尻萌、タレント
- 2月10日 - 野々浦暖、AV女優
- 2月11日 - 田川亨介、サッカー選手
- 2月12日 - タナカガ、YouTuber、(パパラピーズ)
- 2月12日 - 三浦桃香、プロゴルファー
- 2月13日 - 小室優太、元子役
- 2月13日 - 葉月ひとみ、女優、モデル
- 2月15日 - 尾形春水、YouTuber、歌手、元モーニング娘。
- 2月15日 - 谷川翔、体操競技選手
- 2月15日 - 原英莉花、プロゴルファー
- 2月16日 - 知野直人、プロ野球選手
- 2月16日 - 荻野由佳、タレント、元NGT48
- 2月19日 - 景井ひな、女優、TikToker
- 2月19日 - 古谷優人、元プロ野球選手
- 2月21日 - 小鷹狩百花、タレント、元Cheeky Parade
- 2月21日 - 三森大貴、プロ野球選手
- 2月24日 - 西嶋一八、元子役
- 2月24日 - ライジングHAYATO、プロレスラー
- 2月25日 - 一岡伶奈、BEYOOOOONDS
- 2月25日 - 吉本ひかる、プロゴルファー
- 2月26日 - 石原広教、サッカー選手
- 2月26日 - 小野眞琳、フィギュアスケート選手
- 2月26日 - 本田そら、元AKB48
- 2月26日 - 三上紗弥、女優
- 2月27日 - 早乙女ゆう、女優、モデル
- 2月28日 - 萩原利久、俳優

### 3月
- 3月2日 - 加世田梨花、陸上競技選手
- 3月2日 - 吉井美優、26時のマスカレイド
- 3月2日 - 谷口彩菜、グラビアアイドル、女優
- 3月2日 - 小室瑛莉子、フジテレビアナウンサー
- 3月3日 - 美園和花、AV女優
- 3月3日 - 武田雛歩、たけやま3.5、グラビアアイドル、雀士
- 3月3日 - 恋渕ももな、AV女優
- 3月4日 - 藤井梨央、元こぶしファクトリー
- 3月4日 - 堀内美里、アナウンサー
- 3月5日 - ゆうた、YouTuber、(コムドット)
- 3月5日 - 鈴木絢音、元乃木坂46
- 3月5日 - 橘二葉、東京パフォーマンスドール
- 3月6日 - 江島雅紀、陸上競技選手
- 3月6日 - サニブラウン・アブデル・ハキーム、陸上競技選手
- 3月8日 - 石原彪、プロ野球選手
- 3月9日 - 長野風花、サッカー選手
- 3月9日 - 増山香補、柔道選手
- 3月9日 - 咲方響、喜劇女優
- 3月10日 - 原田海、スポーツクライマー
- 3月11日 - 山下陽暉、クロスカントリースキー選手
- 3月12日 - 小田さくら、モーニング娘。
- 3月12日 - 由良朱合、タレント、グラビアアイドル、元STU48
- 3月13日 - 佐藤輝明、プロ野球選手
- 3月14日 - 行天優莉奈、KLP48・元AKB48
- 3月14日 - 谷口愛理、元HKT48
- 3月15日 - 根本凪、でんぱ組.inc、虹のコンキスタドール、グラビアアイドル
- 3月16日 - 高瀬くるみ、BEYOOOOONDS
- 3月16日 - 西本利久、子役、モデル
- 3月17日 - 稲葉かりん、女流囲碁棋士
- 3月18日 - 奥野春菜、レスリング選手
- 3月18日 - 華村あすか[15]、女優、グラビアアイドル
- 3月18日 - 立仙愛理、タレント、元AKB48
- 3月19日 - 田城飛翔、元プロ野球選手
- 3月19日 - 大島璃音、気象キャスター
- 3月20日 - 梅田綾乃、元女優、元AKB48
- 3月21日 - ローレン花恋、AV女優
- 3月23日 - 並木秀尊、プロ野球選手
- 3月24日 - 土路生優里、女優、元STU48
- 3月24日 - 三浦宏規、俳優
- 3月24日 - 山野太一、プロ野球選手
- 3月24日 - 甲斐田陽菜、元女子プロ野球選手
- 3月26日 - 相川茉穂、モデル、元アンジュルム
- 3月28日 - 加藤脩平、元プロ野球選手
- 3月28日 - 吉武千颯、声優
- 3月29日 - 柏木ひなた、元私立恵比寿中学
- 3月29日 - 福田朱里、STU48
- 3月29日 - 小久保春菜、モデル
- 3月30日 - みゆ、YouTuber、(ばんばんざい)
- 3月30日 - 吉田美佳子、女優
- 3月30日 - 今井春花、気象予報士

### 4月
- 4月2日 - 佐々木健、プロ野球選手
- 4月3日 - 浅川梨奈[16]、女優、グラビアアイドル、元SUPER☆GiRLS
- 4月3日 - 髙橋海人、King & Prince
- 4月4日 - 髙塚大夢、INI
- 4月4日 - 西野未姫、タレント、元AKB48
- 4月5日 - 優希美青、女優
- 4月5日 - 一尾星吏夏、元女子プロ野球選手
- 4月8日 - 遠藤淳志、プロ野球選手
- 4月8日 - 春風ひかる、AV女優
- 4月9日 - 芳家里菜、スノーボード選手
- 4月10日 - 北山亘基、プロ野球選手
- 4月10日 - 西野凪沙、女優
- 4月10日 - 川副圭太、大相撲力士
- 4月11日 - 中村鷹之資、歌舞伎俳優
- 4月11日 - 美音咲月、仮面女子スチームガールズ、元イースターガールズ
- 4月14日 - 市野成美、元SKE48
- 4月14日 - 加藤美優、卓球選手
- 4月14日 - 朝井瞳子、女優
- 4月15日 - 北村一葉、元子役
- 4月15日 - 安田尚憲、プロ野球選手
- 4月16日 - 栃尾悠介、元子役
- 4月17日 - 遠藤光莉､ 櫻坂46
- 4月17日 - 髙橋大悟、プロサッカー選手
- 4月17日 - 中嶋春陽、女優
- 4月17日 - 萩原竜之介、元子役
- 4月18日 - 谷山毅、元子役
- 4月19日 - 藤沢あおい、元子役
- 4月19日 - 松田元太、Travis Japan
- 4月20日 - 郷田芽瑠、元子役
- 4月20日 - 星乃莉子、AV女優
- 4月20日 - 杉本華唯、プロアイスホッケー選手
- 4月21日 - トラウデン直美、モデル、タレント
- 4月21日 - 部井久アダム勇樹、ハンドボール選手
- 4月22日 - 西巻賢二、プロ野球選手
- 4月23日 - 福士奈央、元SKE48
- 4月23日 - 諸星すみれ、声優
- 4月24日 - 河北彩伽、AV女優
- 4月26日 - 菊地時音、俳優
- 4月26日 - 高嶋芙佳、ファッションモデル
- 4月26日 - 三山凌輝、BE:FIRST
- 4月27日 - 松田好花、日向坂46
- 4月27日 - 南乃彩希、ファッションモデル、女優
- 4月27日 - 八木瑛美莉、元子役
- 4月27日 - 西葉瑞希、グラビアアイドル
- 4月28日 - 春原早希、元子役
- 4月28日 - 山口翔、プロ野球選手

### 5月
- 5月2日 - 松下玲緒菜、まねきケチャ
- 5月5日 - 原大智、サッカー選手
- 5月6日 - 難波侑平、プロ野球選手
- 5月6日 - 宮城孔明、俳優
- 5月7日 - 佐藤優樹、元モーニング娘。
- 5月7日 - 飛田流輝（英語版）、スノーボード選手
- 5月7日 - 藤井菜々子、競歩選手
- 5月7日 - ブライト健太、プロ野球選手
- 5月9日 - 大橋のぞみ、元子役
- 5月9日 - 中山誠吾、プロ野球選手
- 5月12日 - 水上恒司、俳優（旧芸名：岡田健史）
- 5月12日 - 佐藤万璃音、レーシングドライバー
- 5月12日 - 廣川奈々聖､ わーすた
- 5月12日 - 溝渕麻莉亜、元NMB48
- 5月13日 - 入内嶋涼、SKE48
- 5月13日 - 小林あさひ、歌手 (Little Glee Monster)
- 5月14日 - 白坂奈々、元女優
- 5月14日 - 鈴木千裕、総合格闘家、キックボクサー
- 5月15日 - 尾形崇斗、プロ野球選手
- 5月15日 - 中野澪、俳優
- 5月15日 - 安齊勇馬、プロレスラー
- 5月16日 - 上水口萌乃香、タレント、元X21
- 5月16日 - 小泉ひなた、女優、元AV女優
- 5月17日 - 橋岡大樹、サッカー選手
- 5月19日 - 青島心、ファッションモデル
- 5月20日 - キャツミ、お笑い芸人
- 5月20日 - 山口千沙季、元女子プロ野球選手
- 5月21日 - 片貝健志、元子役
- 5月21日 - 西浦颯大、元プロ野球選手
- 5月21日 - 増田珠、プロ野球選手
- 5月21日 - 姫咲はな、AV女優
- 5月22日 - 相澤瑠香、ラストアイドル
- 5月22日 - 豊昇龍智勝、大相撲力士
- 5月23日 - 飯野茉優、声優、元子役
- 5月23日 - 彩田まりん、女優
- 5月23日 - 柳下花恋、元子役
- 5月23日 - 冨田開、プロアイスホッケー選手
- 5月25日 - 北野瑠華、元SKE48
- 5月25日 - 清宮幸太郎、プロ野球選手
- 5月25日 - 武富礼衣、女流将棋棋士
- 5月26日 - 陶山恵実里、声優、元虹のコンキスタドール
- 5月27日 - 小澤奈々花、ファッションモデル、元X21
- 5月29日 - 山口えいみ、元子役
- 5月29日 - 流川ゆうり、グラビアアイドル、元子役
- 5月30日 - 鵜飼航丞、プロ野球選手
- 5月30日 - 久遠れいら、AV女優
- 5月30日 - すしらーめん《りく》、YouTuber
- 5月30日 - 駿河メイ、プロレスラー
- 5月31日 - 小倉優佳、元子役

### 6月
- 6月1日 - 佐々木麻緒、元子役
- 6月1日 - 宮武祭、元女優
- 6月2日 - 伊原六花、女優、歌手
- 6月3日 - 木村美咲、元ラストアイドル
- 6月3日 - 後藤威尊、INI
- 6月6日 - 徳山壮磨、プロ野球選手
- 6月6日 - 中村奨成、プロ野球選手
- 6月7日 - 畠山紗英（英語版）、BMX選手
- 6月8日 - 兒玉芽生、陸上競技選手
- 6月9日 - 清水尋也、俳優
- 6月9日 - 大門果琳、元26時のマスカレイド、元子役
- 6月10日 - 西川愛也、プロ野球選手
- 6月11日 - 古野慧、フリースタイルスキー選手
- 6月11日 - 石黒貴美子、元女子プロ野球選手
- 6月11日 - 沙月恵奈、AV女優
- 6月12日 - 関菜々巳、バレーボール選手
- 6月13日 - 北山伊万里、元子役
- 6月13日 - 北山向日葵、元子役
- 6月14日 - 尾崎匠海、アイドル（INI、元kansai Boys Project、α-X's、Jump up Joy）
- 6月14日 - 田村男児、プロレスラー
- 6月16日 - 田中冴樹、俳優
- 6月17日 - 高柳樹莉亜、元子役
- 6月17日 - 金城妃呂、元女子プロ野球選手
- 6月18日 - 砂川リチャード、プロ野球選手
- 6月19日 - 海沼流星、歌手 (BALLISTIK BOYZ from EXILE TRIBE)
- 6月19日 - 渡邉甚平、元子役
- 6月20日 - 桐敷拓馬、プロ野球選手
- 6月20日 - 水野由結、歌手 (元BABYMETAL)、元さくら学院
- 6月21日 - 西垣雅矢、プロ野球選手
- 6月23日 - 川西拓実、アイドル（JO1）
- 6月24日 ‐ 紺野彩夏、ファッションモデル、女優
- 6月24日 - 安田愛里、ラストアイドル
- 6月25日 - 青木珠菜、元女優
- 6月25日 - 小島健、ジャニーズJr. (Aぇ! group)
- 6月25日 - 櫻井周斗、プロ野球選手
- 6月25日 - 水映、女優、元ukka
- 6月26日 - 加藤小夏、女優、モデル
- 6月27日 - 大竹ひとみ、元AKB48
- 6月28日 - 尾本侑樹奈、タレント、アイドル
- 6月29日 - 翁田大勢、プロ野球選手
- 6月30日 - 草本夏明、声優、女優
- 6月30日 - 須崎優衣、レスリング選手
- 6月30日 - 横田真悠、ファッションモデル
- 6月30日 - 小川千奈、ウェザーニューズキャスター、ミスジャパン2020チャンピオン（岩手県代表）
- 6月30日 - 畑めい、AV女優

### 7月
- 7月1日 - 上月せれな、アイドル、歌手
- 7月1日 - 深堀未来、歌手 (BALLISTIK BOYZ from EXILE TRIBE)
- 7月2日 - 赤星優志、プロ野球選手
- 7月2日 - 岩佐勇研、スキージャンプ選手
- 7月2日 - 髙松渡、プロ野球選手
- 7月2日 - 芳之内優花、元子役
- 7月3日 - 大森絢音、女優
- 7月3日 - 夢見るぅ、AV女優、元グラビアアイドル
- 7月4日 - 菊地最愛、歌手 (BABYMETAL)、元さくら学院
- 7月4日 - 小珠ひかる、声優
- 7月4日 - 志賀葵（英語版）、アイスホッケー選手
- 7月4日 - 松﨑涼佳、フジテレビアナウンサー
- 7月5日 - 深川舞子、元HKT48
- 7月6日 - 富沢佳奈、柔道選手
- 7月6日 - 山内祐奈、HKT48
- 7月7日 - 川村文乃、アンジュルム
- 7月7日 - 森ひかる、トランポリン競技選手
- 7月8日 - 上村謙信、アーティスト (ONE N' ONLY、さとり少年団)、俳優、タレント
- 7月8日 - 鈴木なな子、プロボクサー
- 7月9日 - 阪口晴南、レーシングドライバー
- 7月11日 - 安永真白、アーティスティックスイミング選手
- 7月11日 - 青木菜花
- 7月13日 - 田中瑛斗、プロ野球選手
- 7月14日 - 河口華子（英語版）、水球選手
- 7月14日 - 久保夏葵、元女子プロ野球選手
- 7月14日 - 嘉陽快宗、大相撲力士
- 7月15日 - 山口はのん、元夢みるアドレセンス
- 7月16日 - 小野寺晃良、俳優
- 7月16日 - 門脇更紗、シンガーソングライター
- 7月16日 - 清久レイア、元アイドリング!!!30号
- 7月16日 - 小嶋花梨、NMB48
- 7月16日 - 吉越拓矢、俳優
- 7月17日 - 髙橋美海、ラストアイドル
- 7月17日 - 湯浅京己、プロ野球選手
- 7月17日 - 和田弥月、NHKアナウンサー
- 7月18日 - 丸山和郁、プロ野球選手
- 7月18日 - 峰岸花奈、元子役
- 7月20日 - 善場まみ、AV女優
- 7月21日 - 坂本夏海、ピューロガールズ、元NMB48
- 7月22日 - 鈴木仁[17]、俳優、ファッションモデル
- 7月22日 - 岸本理沙、フジテレビアナウンサー
- 7月24日 - 横山雅
- 7月26日 - 遠藤由実、元子役
- 7月26日 - 山下美月、元乃木坂46
- 7月26日 - 浦野モモ、日本テレビアナウンサー
- 7月27日 - 岡田梨奈、元AKB48
- 7月27日 - 西澤瑠莉奈、元NMB48
- 7月27日 - 本田仁海[18]、プロ野球選手
- 7月28日 - 大迫敬介、サッカー選手
- 7月28日 - 志田彩良[19]、モデル、女優
- 7月28日 - 福永奨、プロ野球選手
- 7月29日 - 荒川ちか、女優、元乙女新党
- 7月29日 - 稲見萌寧、プロゴルファー
- 7月29日 - 甲地夏波、元子役
- 7月30日 - 植木理子、サッカー選手
- 7月31日 - 吉永一貴（英語版）、ショートトラック選手
- 7月31日 - 吉村恵里子、TBSテレビアナウンサー

### 8月
- 8月2日 - 池谷蒼大、プロ野球選手
- 8月2日 - 永山菜々、元子役
- 8月2日 - 松田美里、わーすた
- 8月2日 - 二羽紗愛、AV女優
- 8月3日 - 岩本千波、元子役
- 8月4日 - 広瀬彩海、歌手、女優、元こぶしファクトリー
- 8月5日 - 清井咲希、元たこやきレインボー
- 8月6日 - 岩野夏帆、水球選手
- 8月6日 - 中村里帆、ファッションモデル、女優
- 8月7日 - 森本つぐみ、AV女優
- 8月8日 - 佐知子、AV女優
- 8月9日 - 長谷川威展、プロ野球選手
- 8月10日 - 土井洋輝、元子役
- 8月10日 - 奈木野聖也、元子役
- 8月10日 - 野村奈央、タレント、女優、元AKB48
- 8月10日 - 藤牧京介、INI
- 8月11日 - 廣澤伸哉、元プロ野球選手
- 8月11日 - 水流麻夏、元女子プロ野球選手
- 8月12日 - 亀田姫月、ファッションモデル
- 8月15日 - 安斉かれん、歌手、女優、モデル
- 8月15日 - 阪口皓亮、プロ野球選手
- 8月16日 - 木村慧人、パフォーマー (FANTASTICS from EXILE TRIBE)
- 8月18日 - 中島颯太、歌手 (FANTASTICS from EXILE TRIBE)
- 8月18日 - 福島快利、元子役
- 8月18日 - 立花咲希、タレント、元Rev. from DVL
- 8月19日 - 多田京加、元AKB48
- 8月19日 - 渡辺魁士、元子役
- 8月19日 - 東條なつ、AV女優
- 8月20日 - 東晟良、フェンシング選手
- 8月20日 - 隅田知一郎、プロ野球選手
- 8月20日 - 平野孝世、元子役
- 8月20日 - 鶴岡果恋、プロゴルファー
- 8月21日 - 田辺桃子、女優
- 8月22日 - 大竹風雅、プロ野球選手
- 8月22日 - 籠谷さくら、タレント、女優、元X21
- 8月22日 - 平田詩奈、モデル、元SKE48
- 8月22日 - 三原舞依、フィギュアスケート選手
- 8月23日 - 向井葉月、元乃木坂46
- 8月24日 - 中野麗来、元NMB48
- 8月24日 - 平田樹、総合格闘家
- 8月24日 - 山内大夢、陸上競技選手
- 8月26日 - 市川愛美、元AKB48
- 8月26日 - 門田桃奈、元STU48
- 8月26日 - 琴勝峰吉成、大相撲力士
- 8月26日 - 齋藤愛美、陸上競技選手
- 8月27日 - 桜木ひな、アイドル
- 8月29日 - 中嶋南美、元女子プロ野球選手
- 8月30日 - 柴田杏花、女優
- 8月31日 - 笠菜月、元子役

### 9月
- 9月1日 - 石田龍之進、プロアイスホッケー選手
- 9月1日 - 篠見星奈、グラビアアイドル
- 9月2日 - 青木莉樺、SKE48
- 9月2日 - 木島萌香（英語版）、アーティスティックスイミング選手
- 9月2日 - 渡部遼人、プロ野球選手
- 9月4日 - 田中希実、陸上競技選手
- 9月4日 - 楢岡のあ、グラビアアイドル
- 9月6日 - 前田拳太郎、俳優
- 9月9日 - 会沢紗弥、声優
- 9月9日 - 高橋晃、俳優
- 9月10日 - 北村優衣、女優、タレント
- 9月10日 - 古賀悠斗、プロ野球選手
- 9月10日 - 白井璃緒、競泳選手
- 9月12日 - 山下輝、プロ野球選手
- 9月12日 - 吉田真悠、歌手 (Little Glee Monster)
- 9月13日 - 大園桃子、元乃木坂46
- 9月14日 - 服部百音、ヴァイオリニスト
- 9月14日 - 吉永拓斗、声優
- 9月15日 - 大和田南那、女優、グラビアアイドル、元AKB48
- 9月16日 - 石森晶乃、元夢みるアドレセンス
- 9月16日 - 内田伽羅、女優
- 9月17日 - 高尾颯斗、アーティスト (ONE N' ONLY、さとり少年団)、タレント、俳優
- 9月17日 - 藤井黎來、プロ野球選手
- 9月17日 - 蒼山みこと、グラビアアイドル
- 9月18日 - 松本竜也、プロ野球選手
- 9月19日 - 梶原昂希、プロ野球選手
- 9月19日 - 杉原愛子、体操競技選手
- 9月19日 - 飛田光里、俳優
- 9月20日 - 雨宮かのん、元チーム大王イカ、元3B junior、元はちみつロケット
- 9月20日 - 上野遥、元HKT48
- 9月20日 - 梶木真凜、ラグビー選手
- 9月20日 - 田中ねね、AV女優
- 9月20日 - 野口智哉、プロ野球選手
- 9月20日 - 藤咲凪、タレント
- 9月21日 - 田浦文丸、プロ野球選手
- 9月23日 - 牧丈一郎、プロ野球選手
- 9月24日 - 今井胡桃、スノーボード選手
- 9月24日 - 永野芽郁、女優
- 9月24日 - 松田颯（英語版）、フリースタイルスキー選手
- 9月25日 - 橋本瑠果、女優、元アイドリング!!!33号
- 9月26日 - 浅見姫香、女優
- 9月26日 - 神長汐音（英語版）、ショートトラック選手
- 9月26日 - 鈴木真梨耶、歌手 (ROSE A REAL)、元Cheeky Parade
- 9月27日 - 鈴木歩佳、新体操選手
- 9月28日 - 那須泰斗、モデル、俳優
- 9月29日 - 五ノ井里奈、元陸上自衛官、柔道指導者

### 10月
- 10月2日 - 井上咲楽、タレント
- 10月2日 - 中川虎大、プロ野球選手
- 10月3日 - 長野雅、元HKT48
- 10月5日 - 冨田せな、スノーボード選手
- 10月6日 - 阿部なつき、モデル
- 10月6日 - 菊地実結、バレーボール選手
- 10月6日 - 鈴木ユリア、ファッションモデル、タレント
- 10月7日 - 亜咲花、歌手
- 10月7日 - 谷崎早耶、≠ME
- 10月7日 - デーデー・ブルーノ、陸上競技選手
- 10月7日 - 野中美希、モーニング娘。
- 10月7日 - 野々垣美希、元SKE48
- 10月7日 - 森千晴、フリーアナウンサー
- 10月7日 - 山﨑紗彩、女優、ファッションモデル、元X21
- 10月7日 - 山田野絵、元NGT48
- 10月8日 - 大原優乃、女優、モデル、元Dream5
- 10月8日 - 工藤美桜、女優、ファッションモデル
- 10月9日 - 大友花恋、ファッションモデル
- 10月11日 - 星希成奏、声優、元A応P
- 10月11日 - 松井友飛、プロ野球選手
- 10月12日 - 大沼晶保､ 櫻坂46
- 10月12日 - 奥田力也、歌手 (BALLISTIK BOYZ from EXILE TRIBE)
- 10月12日 - 栃大海雄、大相撲力士
- 10月13日 - 松田里奈、櫻坂46
- 10月14日 - 足立佳奈、シンガーソングライター・タレント
- 10月14日 - 濱田海人、スノーボード選手
- 10月15日 - 竹内夢、女優、タレント
- 10月16日 - 牛田智大、ピアニスト
- 10月16日 - 福本大晴、元ジャニーズJr. (元Aぇ! group)
- 10月16日 - Kirari、モデル、女優
- 10月17日 - 冴木柚葉、女優、モデル
- 10月17日 - 橋本将生、アイドル、timelesz
- 10月18日 - 木戸口桜子、元SUPER☆GiRLS
- 10月18日 - 與儀ケイラ、タレント、元NMB48
- 10月19日 - 渡辺未詩、プロレスラー
- 10月20日 - 鈴木透生（英語版）、水球選手
- 10月20日 - 新沼希空[20]、つばきファクトリー
- 10月23日 - 小林由依、元櫻坂46
- 10月23日 - 山本麻衣、バスケットボール選手
- 10月24日 - 上國料萌衣、アンジュルム
- 10月25日 - 蟹沢萌子、≠ME
- 10月25日 - 吉川日菜子、女優
- 10月25日 - 豊永阿紀、HKT48
- 10月25日 - 若林時英、俳優
- 10月26日 - 伊藤洸輝、飛込競技選手
- 10月26日 - 月足天音、FRUITS ZIPPER、元HKT48
- 10月26日 - 永吉拳（英語版）、ホッケー選手
- 10月27日 - 工藤遥、女優、元モーニング娘。
- 10月28日 - 吉川愛[21]、女優
- 10月28日 - 庄司浩平、俳優
- 10月28日 - 本郷愛
- 10月29日 - 海宝真珠、元子役
- 10月29日 - 附田花香、元歌手

### 11月
- 11月1日 - 渡辺みり愛、元乃木坂46
- 11月3日 - 清水達也、プロ野球選手
- 11月4日 - 金久保優斗、プロ野球選手
- 11月5日 - 正木智也、プロ野球選手
- 11月5日 - まるぴ、グラビアアイドル
- 11月5日 - RIRI、歌手
- 11月5日 - 下村明香、グラビアアイドル
- 11月6日 - 平田しおり（英語版）、射撃競技選手
- 11月7日 - 岡留英貴、プロ野球選手
- 11月8日 - 真下華穂、元NGT48
- 11月9日 - 芝野虎丸、囲碁棋士
- 11月9日 - 毛利柊和、元関西ジャニーズJr.
- 11月10日 - 石井日菜、舞台女優、元La PomPon
- 11月10日 - 田辺奈菜美、女優、元OnePixcel
- 11月10日 - 本間日陽、元NGT48
- 11月11日 - 勝野健、フジテレビアナウンサー
- 11月11日 - 森あやみ、AV女優
- 11月13日 - 旭優奈、元舞台女優、元A応P
- 11月13日 - 林琴奈、バレーボール選手
- 11月15日 - 平良海馬、プロ野球選手
- 11月15日 - 髙寺沙菜、元SKE48
- 11月15日 - 髙橋優斗、ジャニーズJr. (HiHi Jets)
- 11月15日 - 富田美憂、声優
- 11月16日 - 谷本安美、つばきファクトリー
- 11月16日 - 古田敬郷、TBSテレビアナウンサー
- 11月17日 - 小林李衣奈、気象予報士
- 11月19日 - 松本慈子、SKE48
- 11月20日 - 森英寿、アーティスト (BUDDiiS)、TikToker、タレント、俳優
- 11月21日 - 夜道雪、声優、YouTuber、マルチタレント
- 11月22日 - 菅原美優、キックボクサー
- 11月23日 - Akina、歌手 (FAKY)
- 11月23日 - 浦上晟周[22]、俳優
- 11月24日 - 今野大輝、ジャニーズJr. (7 MEN 侍)
- 11月24日 - 竹内彩姫 、元SKE48
- 11月25日 - 嘉陽光、声優
- 11月25日 - 北村菜々美、サッカー選手
- 11月26日 - 近藤里沙、女優
- 11月26日 - 竹野留里、歌手
- 11月26日 - 十文字陽亮、アイスホッケー選手、YouTuber
- 11月28日 - 宮澤ひなた、サッカー選手
- 11月29日 - 黒原拓未、プロ野球選手
- 11月29日 - 坂道みる、AV女優
- 11月29日 - 辻すみれ、フェンシング選手
- 11月30日 - 加賀楓、元モーニング娘。
- 11月30日 - 梓ヒカリ、AV女優

### 12月
- 12月1日 - 太田夢莉、女優、元NMB48
- 12月1日 - 福元悠真、プロ野球選手
- 12月1日 - 安位カヲル、AV女優、元グラビアアイドル
- 12月2日 - 京佳、グラビアアイドル、YouTuber、歌手、元夢みるアドレセンス
- 12月3日 - 村川緋杏、CANDY TUNE、元HKT48
- 12月3日 - 木村楓、モデル、レースクイーン
- 12月4日 - 茅建厚、元子役
- 12月5日 - 大盛真歩、AKB48
- 12月6日 - 高木渉、プロ野球選手
- 12月7日 - 青柳亮生、プロレスラー
- 12月11日 - 池田来翔、プロ野球選手
- 12月11日 - 平井美葉、BEYOOOOONDS
- 12月12日 - 久留木玲、AV女優
- 12月12日 - 武田璃斗、元子役
- 12月13日 - 池田匡志、俳優
- 12月14日 - 石川翔、プロ野球選手
- 12月14日 - 北向珠夕[23]、モデル、女優
- 12月15日 - 須崎海羽、フィギュアスケート選手
- 12月15日 - 吉田仁人、アーティスト (M!LK)、俳優
- 12月16日 - 兎月さやか、YouTuber、元ZOC
- 12月16日 - マシロ、MADEIN、元Kep1er
- 12月17日 - 佐々木美玲、日向坂46
- 12月17日 - 横島亜衿、女優、タレント、元AKB48
- 12月18日 - 堀くるみ[24]、タレント、元たこやきレインボー
- 12月19日 - 山崎アンナ（英語版）、セーリング選手
- 12月19日 - 山下永玖、アーティスト (ONE N' ONLY、さとり少年団)、俳優、タレント
- 12月21日 - ならゆりあ、女優
- 12月22日 - 楠木ともり、声優
- 12月22日 - 白石美優、元女子プロ野球選手
- 12月22日 - 青木悠華、元女子プロ野球選手
- 12月24日 - 大谷凜香、ファッションモデル
- 12月24日 - 関海哉（英語版）、競泳選手
- 12月24日 - 春本ゆき、元AKB48
- 12月24日 - 倉沢しえり、グラビアアイドル
- 12月27日 - 宝田沙織、サッカー選手
- 12月28日 - 花音、ファッションモデル、タレント
- 12月28日 - 寺田美咲、元AKB48
- 12月28日 - 前田星奈、モデル、レースクイーン
- 12月29日 - 菖蒲まりん、元NMB48
- 12月29日 - 戸北美月、気象予報士
- 12月30日 - 逢見リカ、AV女優
- 12月30日 - 三浦銀二、プロ野球選手
- 12月31日 - 西本ヒカル、グラビアアイドル

### 人物以外
- 6月7日 - りく、お笑いタレント ゆりありくメンバー（+ 2019年）
- 10月20日 - まさお君、ペット大集合!ポチたま旅犬メンバー(+ 2006年)
- 12月2日 - ピース、日本で初めて人工哺育に成功したホッキョクグマ